# Protoperigea
Protoperigea là một chi bướm đêm thuộc họ Noctuidae.

## Loài
- Protoperigea anotha (Dyar, 1904)
- Protoperigea calientensis Mustelin, 2006
- Protoperigea parvulata Mustelin, 2006
- Protoperigea posticata (Harvey, 1875)
- Protoperigea subterminata Mustelin, 2006
- Protoperigea umbricata Mustelin, 2006